# Сенис
Сенис (итал. Senis) — коммуна в Италии, располагается в регионе Сардиния, в провинции Ористано.
Население составляет 7236 человек (2008 г.), плотность населения составляет 36 чел./км². Занимает площадь 16 км². Почтовый индекс — 9080. Телефонный код — 0783.
Покровителем коммуны почитается Иоанн Креститель, празднование 24 июня.

## Демография
Динамика населения:

## Администрация коммуны
- Официальный сайт: